# 安东·乌尔班
安东·乌尔班（1934年1月16日—2021年3月5日），斯洛伐克男子足球运动员，司职后卫。他曾代表捷克斯洛伐克国奥队参加1964年夏季奥林匹克运动会足球比赛，获得一枚银牌。